# Paragraph 10 II 17 ALR
Paragraph 10 II 17 ALR (lies: § 10 des Zweiten Teils, Siebzehnter Titel ...) ist eine berühmte Vorschrift aus dem Allgemeinen Landrecht für die preußischen Staaten (ALR). Sie lautet:

„Die nöthigen Anstalten zur Erhaltung der öffentlichen Ruhe, Sicherheit, und Ordnung, und zur Abwendung der dem Publico, oder einzelnen Mitgliedern desselben, bevorstehenden Gefahr zu treffen, ist das Amt der Polizey.“

Diese Vorschrift bildete – zusammen mit der dazu in über hundert Jahren ergangenen Rechtsprechung – die Grundlage der späteren polizei- und ordnungsrechtlichen Generalklauseln. In Preußen wurde Paragraph 10 II 17 ALR mit der Einführung des Preußischen Polizeiverwaltungsgesetzes abgelöst.